# Fallturm Bremen
La Fallturm Bremen (« tour d'impesanteur de Brême » en allemand) est une tour d'impesanteur au Centre de technologie spatiale appliquée et de microgravité à l'université de Brême, à Brême (Allemagne). Elle a été construite entre 1988 et 1990 et comprend un tube de chute de 122 mètres de haut (la distance de chute réelle est de 110 mètres), dans lequel pendant 4,74 secondes (avec la libération de la capsule de chute), ou pendant plus de 9 secondes (avec l'utilisation d'une catapulte, installée en 2004) l'apesanteur peut être produite. La tour entière, formée d'une tige en béton armé, mesure 146 mètres de haut.
Le tube de chute de 122 mètres est autoportant à l'intérieur de la coque en béton, afin d'empêcher la transmission des vibrations induites par le vent, qui pourraient sinon entraîner la chute de la capsule étanche à l'air contre les murs. Le tube de descente est pompé avant chaque expérience de chute libre à environ 10 Pa (~ 1/10 000 atmosphère). L'évacuation dure environ 1 h 30 min.